# Лёвин, Евгений Петрович
Евге́ний Петро́вич Лёвин (1 марта 1967, Ленинград, СССР) — советский и российский рок-музыкант и звукорежиссёр. Наиболее известен как гитарист группы «Алиса» с 1998 по 2019 годы. 

## Биография
Евгений Лёвин родился 1 марта 1967 года в Ленинграде. Окончил музыкальное училище им. Римского-Корсакова по классу валторны. В 1987 году вступил в группу «НЭП». Также играл в группах «Дубы-Колдуны», «Дельфины», «17 пилотов в огне». К началу 1998 года работал звукорежиссёром на студии «Добролёт» в Санкт-Петербурге. Здесь в январе того же года Константин Кинчев и Александр «Рикошет» Аксёнов записывали совместный экспериментальный альбом «Геополитика». Евгению Лёвину предложили исполнить гитарные партии для этой пластинки. Кроме того, он участвовал в сведении «Геополитики» и концертного альбома «Алисы» «Пляс Сибири на берегах Невы», проходивших одновременно. Вскоре Лёвина приглашают в «Алису» на место ушедшего гитариста Александра Пономарёва. Первый концерт коллектива с участием Евгения Лёвина состоялся 13 марта 1998 года в ДК Горбунова в Москве. В 1999 году Лёвин производил сведение и мастеринг концертного альбома «Ели мясо мужики» группы «Король и Шут». Будучи гитаристом, основное внимание он уделил звучанию именно этого инструмента на альбоме. Михаилу Горшенёву понравился результат работы, он хотел, чтобы «Король и Шут» звучала именно как гитарная группа. В качестве звукорежиссёра Евгений Лёвин продолжил сотрудничество с группой «Король и Шут» при записи альбомов «Герои и Злодеи» (2000 год), "Как в старой сказке" (2001 год), "Жаль, нет ружья!" (2002 год) и "Бунт на корабле" (2004 год). В рамках «Алисы» Лёвин также выступал как автор музыки к некоторым песням.
14 октября 2019 года группа "Алиса" объявила об уходе Евгения Лёвина из состава коллектива, на его место принят гитарный техник группы Александр Пьянков.
Работал звукорежиссёром на студиях DDT, «Мелодия», «Добролёт», «Long Vew Farm» (США), в студиях Гамбурга. Как звукорежиссёр сотрудничал с группами «Король и шут», Кинчев-Рикошет, «КИНОпробы», ДДТ, «Ночные Снайперы», «Разные люди», «5 углов», «Spitfire», Александром Заславским и многими другими.

## Личная жизнь
Есть сын, дочь и внук. 
Женился в октябре 2024. 

## Дискография
| Год выпуска | Альбом                             | Группа           | Участие                   |
| ----------- | ---------------------------------- | ---------------- | ------------------------- |
| 1998        | «Пляс Сибири на берегах Невы»      | «Алиса»          | сведение                  |
| 1999        | «Ели мясо мужики»                  | «Король и Шут»   | сведение                  |
| 2000        | «Геополитика»                      | Кинчев — Рикошет | гитара, сведение          |
| 2000        | «Солнцеворот»                      | «Алиса»          | гитара                    |
| 2000        | «Герои и Злодеи»                   | «Король и Шут»   | звукорежиссёр             |
| 2001        | «Танцевать»                        | «Алиса»          | гитара                    |
| 2001        | «Как в старой сказке»              | «Король и Шут»   | саунд-продюсер            |
| 2002        | «Жаль, нет ружья»                  | «Король и Шут»   | саунд-продюсер            |
| 2003        | «Сейчас позднее, чем ты думаешь»   | «Алиса»          | гитара                    |
| 2004        | «Бунт на корабле»                  | «Король и Шут»   | саунд-продюсер            |
| 2005        | «Мы вместе XX лет»                 | «Алиса»          | гитара                    |
| 2005        | «Изгой»                            | «Алиса»          | гитара, музыка к 1 песне  |
| 2007        | «Звезда по имени Рок»              | «Алиса»          | гитара                    |
| 2007        | «Стать Севера»                     | «Алиса»          | гитара                    |
| 2008        | «Пульс хранителя дверей лабиринта» | «Алиса»          | гитара, музыка к 1 песне  |
| 2009        | «Выход Дракона»                    | Трибьют Рикошету | гитара                    |
| 2010        | «Ъ»                                | «Алиса»          | гитара, музыка к 1 песне  |
| 2011        | 20.12                              | «Алиса»          | гитара                    |
| 2012        | «Саботаж»                          | «Алиса»          | гитара, музыка к 2 песням |
| 2014        | «Цирк»                             | «Алиса»          | гитара                    |
| 2016        | «Эксцесс»                          | «Алиса»          | гитара, музыка к 1        |